# Телесни зид сунђера
Телесни зид сунђера је генерално гледано најтањи код аскон типа грађе, средње дебео код сикон типа, а дебео код леукон типа грађе. Разлика у грађи се, међутим, примеђује када се упоређују подтипови/класе, а не морфолошки типови. Тада се јасно одваја на једној страни грађа телесног зида код подтипа Symplasma (Hexactinellida), а на другој грађа код подтипа Cellularia (Calcarea, Demospongiae). Код демоспонгиа и калкареа телесни зид је целуларне грађе, док је код стакластих сунђера (хексактинелида) он синцицијелне грађе.

## Целуларни телесни зид
Тела сунђера из подтипа Cellularia поседују ћелије организоване у два типа ткива - у покровном (епителном) и везивном. Покровно ткиво подсећа на типичан епител животиња, али измећу ћелија не постоје мећућелијске конекције (junctions) и хемидезмозоми, а испод ћелија се не налази базална ламина. Покровна ткива код сунђера су представњена пинакодермом и хоанодермом. Пинакодерм покрива спољашњу површину тела и интеррадијалне канале (тзв. егзопинакодерм), и оивичава улазне и излазне код леукон типа грађе - тзв. ендопинакодерм. Хоанодерм оивичава спонгоцел код аскон типа сунђера, а канале и коморе са хоаноцитама код сикон и леукон сунђера. Слој везивног ткива између пинакодерма и хоанодерма се назива мезохил (или мезоглеја).
Пинакодерм је изграђен углавном из две врсте ћелија. Заступљеније су (у много већем броју) пинакоците - пљоснате (сквамозне) ћелије које прилежу једна на другу својим странама, тако да формирају епителоидну површину тела сунђера. Пинакоците су већином без бичева, изузев код врста родова Plakina и Oscarella код којих пинакоците ендопинакодерма поседују бичеве. Мање заступљена врста ћелија у пинакодерму су пороците. Пороците формирају остија код свих аскон сунђера (и код неких сикон и леукон), као и прозопиле и апопиле многих сикон и леукон сунђера (код осталих сикон и леукон сунђера, остија су једноставни процепи између пинакоцита, а прозопиле процепи у хоанодерму). Свака пороцита оивичава пору, чији пречник се регулише контракцијама филамената цитоскелета пороците.
Хоанодерм се састоји од ћелија са огрлицом - хоаноцита, које својим бичевима стварају и одржавају ток воде кроз тело. Хоаноците поседују апикалну огрлицу око бича, изграђену од дугачких микровила. Огрлица је облика цилиндра или обрнутог конуса. Базални део бича многих врста има билатерална крила, као и бичеви хоанофлагелата. Хоаноците захватају честице хране, доспеле водом, а затим оне прелазе у амебоидне ћелије где се варе.
Мезохил (мезоглеја) је једини део сунђера који није у контакту са срединском водом, тако да представља унутрашњу средину (унутрашњи компартман) сунђера. Као везивно ткиво, мезохил је изграђен од протеинског, геластог матрикса који садржи различите диференциране и недиференциране ћелије (в. Амебоидне ћелије сунђера), као и скелетне елементе.

## Синцицијални телесни зид
Стакласти сунђери не поседују пинакодерм у виду епитела. Уместо њега, жива ткива хексактинелида су распоређена у тродимензионалне, паучинасте нити назване трабекуларни синцицијум или мрежа. Мембране које стандардно одељују ћелије, недостају те је цитоплазма континуална у целом синцицијуму. Целуларни хоанодерм такође не постоји, уместо њега постоји хоаносинцицијум. Индивидуална огрличаста тела, са огрлицом и бичем, али без једра, израњају са површине хоаносинцицијума. Свака група огрличастих тела заузима сиконоидан џеп који је подржан трабекуларном мрежом. Многа огрличаста тела у џепу настају као израштај једне једарне матичне ћелије - хоанобласте.
Свака нит трабекуларног синцицијума окружује део мезохила. Мезохил садржи групе колагених влакана, спикуле и ћелије - склероците, археоците и вероватно репродуктивне ћелије. Стакласти сунђери су изграђени од јединствене комбинације целуларних и синцицијалних ткива. У Rhabdocalyptus dawsoni, ћелије мезохила су спојене за трабекуларну мрежу финим цитоплазматичним израштајима, те су и саме делимично синцицијалне. Код Dactylocalyx pumiceus ове ћелије су одвојене и независне од синцицијума. 
Већина хексактинелида има анатомију сикон типа, али ток воде кроз тело је налик на леукон тип, јер поседују улазне и излазне каналиће. Вода кроз хексактинелида тече следећим путевима: површински отвори у трабекуларној мрежи - улазни канали - коморе са огрличастим телима - излазни канали - атријум (спонгоцел) - оскулум.